# Metamicroptera
Metamicroptera is een geslacht van vlinders van de familie spinneruilen (Erebidae), uit de onderfamilie Arctiinae.

## Soorten
- M. christophi Przybylowicz, 2005
- M. paradoxa Romieux, 1934
- M. rotundata Hulstaert, 1923